# Stephen Boyd
Pour les articles homonymes, voir Boyd.
William Millar, dit Stephen Boyd, né le 4 juillet 1931 à Glengormley (en) (Royaume-Uni) et mort le 2 juin 1977 à Northridge (Californie), est un acteur britannico-américain.

## Biographie
Issu d'une famille modeste, élevé dans la banlieue de Belfast en Irlande du Nord, William Stephen Millar fait partie très tôt d'une troupe de théâtre, The University Players, avant d'être engagé comme homme à tout faire pour quelques théâtres, où il apparaît parfois en tant que figurant. Il part ensuite à Londres, à 17 ans, où il est engagé comme portier dans un grand théâtre. C'est là que l'acteur Michael Redgrave le remarque et, sur sa recommandation, il intègre la Windsor Repertory Company, et trouve un premier rôle dans Un tramway nommé Désir. En parallèle, il apparaît dans plusieurs productions de la BBC.
Après quelques figurations, il trouve un rôle en 1955 sous la direction de Jack Lee Thompson dans An Alligator Named Daisy avec Diana Dors. Il signe un contrat de sept ans avec la major Twentieth Century Fox et trouve un second rôle de qualité dans L'Homme qui n'a jamais existé où il est nommé pour le prix du meilleur espoir masculin aux BAFTA. En 1958, Brigitte Bardot l'impose sur Les Bijoutiers du clair de lune de Roger Vadim et il donne la réplique à Gregory Peck dans Bravados de Henry King.
Après deux films sous la direction de Henry Hathaway et Jean Negulesco, il intègre le casting de la plus grosse production de l'époque, Ben-Hur mise en scène par William Wyler. Il y interprète Messala, le tribun romain qui envoie son ancien ami Ben-Hur aux galères. Les morceaux de bravoure du film, dont la fameuse course de chars, font de lui un acteur populaire et le lauréat d'un Golden Globe. Il accède à de premiers rôles, dont celui partagé avec Juliette Greco dans Le Grand Risque en 1961. Associé à l'image du péplum, il participe à plusieurs superproductions : La Chute de l'empire romain en 1964, Genghis Khan face à Omar Sharif en 1965 ou encore La Bible de John Huston en 1966.
Toujours en 1966, il incarne un acteur ambitieux et sans scrupules dans La Statue en or massif. En parallèle, il trouve encore des rôles dans des films de réalisateurs célèbres : Opération opium, de Terence Young réalisateur des premiers James Bond dans une histoire de Ian Fleming, ou Le Voyage fantastique de Richard Fleischer. Mais sa participation à des désastres financiers fait que son contrat n'est pas renouvelé. En outre, il commence le tournage de Cléopâtre avec Elizabeth Taylor mais est remplacé en même temps que le réalisateur et Peter Finch.
Sa popularité décroit rapidement. Les films notables deviennent rares avec les années 1970. On retient Un colt pour trois salopards avec Ernest Borgnine ou Police Magnum avec James Mason. Faute de propositions, il tourne dans beaucoup de séries Z européennes. Stephen Boyd, dont le succès a complètement disparu, se noie alors dans l'alcool. Il prépare toutefois son retour avec un film de Michael Apted, Le Piège infernal, et entre en négociations pour un rôle dans Les Oies sauvages avec Roger Moore et Richard Burton.
Il meurt prématurément d'une crise cardiaque foudroyante alors qu'il jouait au golf au Porter Valley Country Club de Northridge en Californie, à l'âge de 45 ans, le 2 juin 1977. Il est enterré à l'Oakwood Memorial Park Cemetery à Chatsworth.

## Filmographie

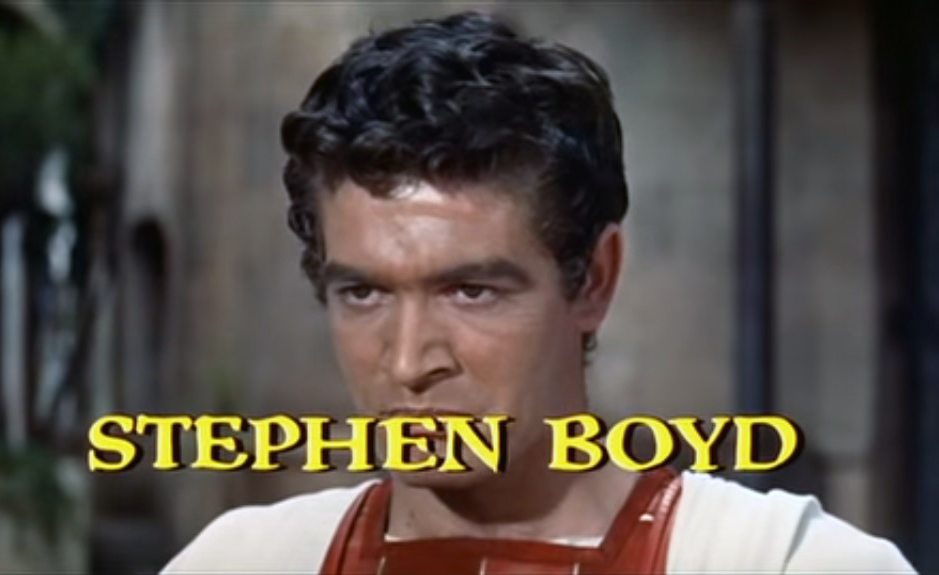
Dans Ben-Hur (1959).

- 1954 : Voyage en Birmanie (Lilacs in the Spring) d'Herbert Wilcox : le copain de John Beaumont près de la piscine
- 1955 : Born for Trouble de Desmond Davies
- 1955 : An Alligator Named Daisy de J. Lee Thompson : Albert O'Shannon
- 1956 : Commando en Corée (A Hill in Korea) de Julian Amyes : le soldat Sims
- 1956 : L'Homme qui n'a jamais existé (The Man Who Never Was) de Ronald Neame : Patrick O'Reilly
- 1957 : Pour que les autres vivent (Seven Waves Away) de Richard Sale : Will McKinley, un officier du Crescent Star
- 1957 : Une île au soleil (Island in the Sun) de Robert Rossen : Evan Templeton
- 1957 : Les Sept Tonnerres (Seven Thunders) d'Hugo Fregonese : Dave
- 1958 : Les Bijoutiers du clair de lune de Roger Vadim : Lambert
- 1958 : Bravados (The Bravados) d’Henry King : Bill Zachary
- 1959 : La Ferme des hommes brûlés (Woman Obsessed) d'Henry Hathaway : Fred Carter
- 1959 : Rien n’est trop beau (The Best of Everything) de Jean Negulesco : Mike Rice
- 1959 : Ben-Hur de William Wyler : Messala
- 1961 : Le Grand Risque (The Big Gamble) de Richard Fleischer : Vic Brennan
- 1962 : L'Inspecteur (Lisa) de Philip Dunne : Peter Jongman
- 1962 : La Plus Belle Fille du monde ou Jumbo, la sensation du cirque (Billy Rose's Jumbo) de Charles Walters : Sam Rawlins
- 1963 : Vénus impériale (Venere imperiale) de Jean Delannoy : Jules de Canouville
- 1964 : Le Secret du docteur Whitset (The Third Secret) de Charles Crichton : Alex Stedman
- 1964 : La Chute de l'empire romain (The Fall of the Roman Empire) d'Anthony Mann : Livius
- 1965 : Genghis Khan d'Henry Levin : Djamuqa
- 1966 : La Statue en or massif (The Oscar) de Russell Rouse : Frankie Fane
- 1966 : Opération Opium (The Poppy Is Also a Flower) de Terence Young : Benson
- 1966 : Le Voyage fantastique (Fantastic Voyage) de Richard Fleischer : Grant
- 1966 : La Bible (The Bible: In the Beginning…) de John Huston : Nimrod
- 1967 : Gros coup à Pampelune (The Caper of the Golden Bulls) de Russell Rouse : Peter Churchman
- 1968 : Services spéciaux, division K (Assignment K) de Val Guest : Philip Scott
- 1968 : Hawaii Five-O: Cocoon (TV) : invité
- 1968 : Shalako d'Edward Dmytryk : Bosky Fulton
- 1969 : Esclaves (Slaves) d'Herbert J. Biberman : MacKay
- 1970 : Freedom de Richard Franchot : narration (voix off)
- 1970 : Carter's Army (en) (TV) : le capitaine Beau Carter
- 1971 : Martha (…dopo di che, uccide il maschio e lo divora) de José Antonio Nieves Conde : Miguel
- 1971 : Le Manipulateur (African Story) de Marino Girolami : Arnold Tiller
- 1971 : Le Diable à sept faces (Il diavolo a sette facce) d'Osvaldo Civirani : Dave Barton
- 1971 : Un colt pour trois salopards (Hannie Caulder) de Burt Kennedy : le prédicateur
- 1971 : Police Magnum (Kill!) de Romain Gary : Brad Killian
- 1972 : Mil millones para una rubia de Pedro Lazaga
- 1972 : Les espions meurent à l'aube (The Big Game) de Robert Day : Leyton Van Dyk
- 1972 : Historia de una traición de José Antonio Nieves Conde : Arturo
- 1972 : The Hands of Cormac Joyce (en) (TV) : Cormac Joyce
- 1973 : La Charge des diables (Campa carogna… la taglia cresce) de Giuseppe Rosati : Chadwell
- 1973 : Les Colts au soleil (Un Hombre llamado Noon) de Peter Collinson : Rimes
- 1973 : Key West (TV) : Steve Cutler
- 1975 : Tireur d'élite (La Polizia interviene: ordine di uccidere) de Giuseppe Rosati : Lanza
- 1975 : L'uomo che sfidò l'organizzazione de Sergio Grieco : l'inspecteur McCormick
- 1975 : The Lives of Jenny Dolan (en) (TV) : Joe Rossiter
- 1976 : Potato Fritz de Peter Schamoni : Bill Ardisson
- 1976 : Evil in the Deep (en) de Virginia L. Stone (en) : Hugo Graham
- 1977 : Frauenstation de Rolf Thiele : le professeur Oberhoff
- 1977 : Casa Manchada de José Antonio Nieves Conde
- 1977 : Le Piège infernal (The Squeeze) de Michael Apted : Vic
- 1978 : Lady Dracula de Franz Josef Gottlieb : Graf Dracula

## Distinction
- Golden Globes 1960 : meilleur acteur dans un second rôle pour Ben-Hur